# Raorchestes flaviocularis
Espèce
Raorchestes flaviocularis est une espèce d'amphibiens de la famille des Rhacophoridae.

## Répartition
Cette espèce est endémique du Tamil Nadu en Inde. Elle se rencontre entre 1 459 et 1 569 m d'altitude dans les monts Megamalai dans les Ghats occidentaux.

## Publication originale
- Vijaykumar, Dinesh, Prabhu & Shanker, 2014 : Lineage delimitation and description of nine new species of bush frogs (Anura: Raorchestes, Rhacophoridae) from the Western Ghats Escarpment. Zootaxa, no 3893 (4), p. 451–488.